# محاصره کانبارا
محاصره کانبارا (انگلیسی: Siege of Kanbara)، «محاصره کانبارا» در سال ۱۵۶۹ یکی از بسیاری از محاصره‌هایی بود که خاندان تاکدا علیه سرزمین‌های خاندان هوجوی اخیر در طول دوره سنگوکو ژاپن انجام داد.
تاکدا کاتسویوری، پسر رئیس خاندان تاکدا، تاکدا شینگن محاصره قلعه کانبارا در ولایت سوروگا را رهبری کرد که توسط پادگانی متشکل از ۱۰۰۰ نفر به فرماندهی پسر هوجو گن‌آن به نام هوجو اوجینوبو نگهداری می‌شد. قلعه در دسامبر ۱۵۶۹ سقوط کرد و اوجینوبو مجبور شد خود را بکشد.

## بررسی اجمالی
در دسامبر ۱۵۶۸، اتحاد سه‌گانه کای-ساگامی-سوروگا فروپاشید و تاکدا شینگن حمله به سوروگا را آغاز کرد. در اولین تهاجم، شینگن بدون تصرف قلعه کانبارا وارد سونپو شد.
نیروهای کمکی به رهبری هوجو اوجینوبو که توسط هوجو اوجیماسا برای نجات خاندان ایماگاوا فرستاده شد، وارد قلعه کامبارا شدند و از آن به عنوان پایگاهی برای مهار ارتش تاکدا استفاده کردند، بنابراین شینگن چاره ای جز عقب‌نشینی از ولایت سوروگا نداشت. ایماگاوا اوجیزانه که برای بازپس‌گیری سوروگا از قلعه کاکه‌گاوا بازگشته بود نیز برای مدت کوتاهی وارد قلعه شد.
از ماه نهم تا دهم سال ۱۲ ایروکو (۱۵۶۹)، تاکدا شینگن به قلعه اوداوارا حمله کرد. در نتیجه، خاندان هوجو مجبور به بازسازی قدرت نظامی خود شد.
در پایان سال ۱۲ ایروکو (۱۵۶۹)، هنگامی که آنها دوباره حمله کردند، حمله ای تمام عیار انجام دادند و هوجو اوجینوبو، ارتش خاندان گو هوجو و ژنرال‌های ایماگاوا در نبرد کشته شدند و قلعه در روز ۶ از ماه دوازدهم سال ۱۲ ایروکو سقوط کرد. خود شینگن وارد قلعه شد، آن را بازسازی کرد و از آن به عنوان پایگاه دفاعی در برابر خاندان گو هوجو استفاده کرد. به این ترتیب طرف تاکدا کنترل قلعه را به دست گرفت.